# Gelöbnis treuester Gefolgschaft

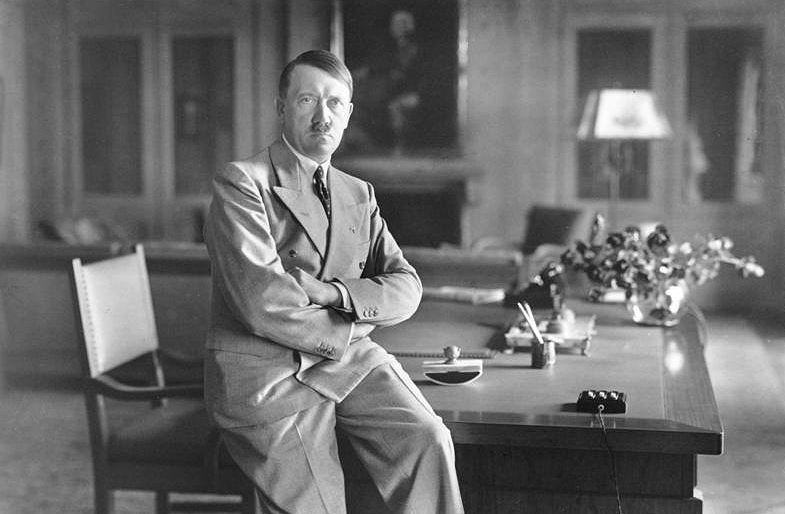
Adolf Hitler dans son bureau, assis sur sa table de travail. Bibliothèque d'État bavaroise

La Gelöbnis treuester Gefolgschaft (en français serment de fidélité ultime) est un serment de fidélité recueillant les signatures de 88 auteurs et poètes allemands qui, le 26 octobre 1933, jurèrent leur dévouement à Adolf Hitler. Publié dans le Vossische Zeitung, il est diffusé à Berlin par les soins de l'Académie prussienne des Arts, et publié également dans plusieurs autres journaux, tels que le Frankfurter Zeitung, afin d'assurer la diffusion la plus large possible à ce témoignage d'une confiance illimitée des poètes et écrivains signataires envers le nouveau chancelier du Reich, après que le 14 octobre 1933, à l'intervention de celui-ci, l'Allemagne eut décidé de quitter la Société des Nations, et que le 4 octobre 1933, le gouvernement allemand eut promulgué une loi sur la presse (Schriftleitergesetz) ouvrant la voie à la Gleichschaltung (litt. mise en conformité) de l'ensemble de la presse allemande. Ladite loi entrera en vigueur le 1er janvier 1934, entraînant pour quelque 1 300 journalistes la perte de leur emploi.

## Texte du serment
Le serment était conçu en ces termes :

« Friede, Arbeit, Freiheit und Ehre sind die heiligsten Güter jeder Nation und die Voraussetzung eines aufrichtigen Zusammenlebens der Völker untereinander. Das Bewußtsein der Kraft und der wiedergewonnenen Einigkeit, unser aufrichtiger Wille, dem inneren und äußeren Frieden vorbehaltlos zu dienen, die tiefe Überzeugung von unseren Aufgaben zum Wiederaufbau des Reiches und unsre Entschlossenheit, nichts zu tun, was nicht mit unsrer und des Vaterlandes Ehre vereinbar ist, veranlassen uns, in dieser ernsten Stunde vor Ihnen, Herr Reichskanzler, das Gelöbnis treuester Gefolgschaft feierlichst abzulegen., »

« La paix, le travail, la liberté et l'honneur sont les biens les plus sacrés de toute nation et constituent la condition d'une coexistence loyale des peuples les uns à côté des autres. La conscience que nous portons de la vigueur et de l'unité retrouvée, notre sincère volonté de servir sans réserve la paix tant intérieure qu'extérieure, la conviction profonde de nos devoirs tendus vers la reconstruction du Reich, de même que notre résolution de ne rien faire qui ne s'accorderait point avec notre honneur ou celui de la patrie, nous portent, en cette heure grave, à prêter solennellement devant vous, monsieur le Chancelier, le serment d'allégeance le plus dévoué. »

## Réactions d'écrivains non signataires
L'écrivain Hanns Martin Elster (1886–1983) protesta le 28 octobre 1933 auprès du Reichsverband Deutscher Schriftsteller (Association des écrivains allemands) contre le fait que son nom ne figurait pas dans la liste, se disant inquiet que cela pût donner l'impression fausse que « les écrivains dont le nom n'est pas cité dans la liste ne se rallieraient pas au serment d'allégeance et au Führer ».
Rudolf G. Binding protesta lui aussi, en 1934, au motif qu'il eût été placé sur la liste des signataires sans son avis, tout en estimant toutefois que, puisqu'il s'était déjà si résolument engagé pour les temps nouveaux, il eût certes pu, lui aussi, « surprendre le public, et concurremment monsieur le Chancelier du Reich, par un solennel serment d'allégeance ».
Joseph Wulf note, à propos de quelques personnes de la liste, cet élément contradictoire : « Le document n'est guère crédible, attendu que quelques-uns ne l'ont signé que pour protéger leurs éditeurs (cf. Oskar Loerke : Tagebücher 1903–1939, Heidelberg/Darmstadt 1955, p. 345, et Otto Flake : Es wird Abend, Gütersloh 1960, p. 448 etss). R. G. Binding se plaignit également, dans une lettre au Reichsverband Deutscher Schriftsteller du 30 octobre 1933, que son nom figurât à tort sous le serment de fidélité (R. G. Binding: Die Briefe, Hambourg 1957, p. 216–217) ; en outre, les deux lettres suivantes confirment, sans laisser de doute, que les signatures sont dues à l'initiative de fonctionnaires de parti, à l'insu des personnes concernées. ». Il est à relever cependant que dans le cas de Flake, il s'agit de ses propres indications, faites ultérieurement, et donc non vérifiables. Quoi qu'il en soit, Otto Flake fut vivement critiqué pour sa signature, notamment par Thomas Mann, Bertolt Brecht et Alfred Döblin.
Deux ans et demi après la fin de la guerre, Thomas Mann déclara à propos de la liste des prestataires de serment : « Que H. L. Held et Loerke y figuraient aussi a de quoi me chagriner fortement. Quant au reste de la compagnie, ils s'y trouvaient tout à fait à leur place. ».

## Liste des signataires
1. Friedrich Arenhövel (de) (1886–1954)
2. Gottfried Benn (1886–1956)
3. Werner Beumelburg (1899–1963)
4. Rudolf Binding (1867–1938)
5. Walter Bloem (de) (1868–1951)
6. Hans Friedrich Blunck (en) (1888–1961)
7. Max Karl Böttcher (de) (1881–1963)
8. Rolf Brandt (de) (1886–1953)
9. Arnolt Bronnen (en) (1895–1959)
10. Otto Brües (de) (1897–1967)
11. Alfred Brust (1891–1934)
12. Carl Bulcke (de) (1875–1936)
13. Hermann Claudius (de) (1878–1980)
14. Hans Martin Cremer (de) (1890–1953)
15. Marie Diers (de) (1867–1949)
16. Peter Dörfler (de) (1878–1955)
17. Max Dreyer (de) (1862–1946)
18. Franz Dülberg (de) (1873–1934)
19. Ferdinand Eckardt (de) (1902–1995)
20. Richard Euringer (en) (1891–1953)
21. Ludwig Finckh (de) (1876–1964)
22. Otto Flake (1880–1963)
23. Hans Franck (1879–1964)
24. Gustav Frenssen (1863–1945)
25. Heinrich von Gleichen (1882–1959)
26. [Alexander?] von Gleichen-Rußwurm [1865–1947]
27. Friedrich Griese (en) (1890–1975)
28. Max Grube (de) (1854–1934)
29. Johannes von Guenther (en) (1886–1973)
30. Carl Haensel (1889–1968)
31. Max Halbe (en) (1865–1944)
32. Ilse Hamel (de) (1874–1943)
33. Agnes Harder (de) (1864–1939)
34. Karl Heinl (de)
35. Hans Ludwig Held (de) (1885–1954)
36. Friedrich W. Herzog (de) (1902–1976)
37. Rudolf Herzog (de) (1869–1943)
38. Paul Oskar Höcker (1865–1944)
39. Rudolf Huch (de) (1862–1943)
40. Hans von Hülsen (de) (1890–1968)
41. Bruno Herbert Jahn (de) (1893-?)
42. Hanns Johst (1890–1978)
43. Max Jungnickel (de) (1890–1945)
44. Hans Knudsen (1886–1971)
45. Ruth Köhler-Irrgang (de) (1900–?)
46. Gustav Kohne (de) (1871–1961)
47. Carl Lange (de) (1885–1959)
48. Johannes von Leers (1902–1965)
49. Heinrich Lersch (de) (1889–1936)
50. Heinrich Lilienfein (en) (1879–1952)
51. Oskar Loerke (1884–1941)
52. Gerhard Menzel (1894–1966)
53. Herybert Menzel (de) (1906–1945)
54. Munkepunke, pseudonyme de Alfred Richard Meyer (de) (1892–1956)
55. Agnes Miegel (1879–1964)
56. Walter von Molo (1880–1958)
57. Georg Mühlen-Schulte (de) (1882–1981)
58. Fritz Müller-Partenkirchen (de) (1875–1942)
59. Börries Freiherr von Münchhausen (1874–1945)
60. Eckart von Naso (de) (1888–1976)
61. Helene von Nostitz-Wallwitz (1878–1944)
62. Josef Ponten (1883–1940)
63. Rudolf Presber (de) (1868–1935)
64. Arthur Rehbein (de) (1867–1952)
65. Ilse Reicke (en) (1893–1989)
66. Johannes Richter (1889–1941)
67. Franz Schauwecker (de) (1890–1964)
68. Johannes Schlaf (1862–1941)
69. Anton Schnack (1892–1973)
70. Friedrich Schnack (de) (1888–1977)
71. Richard Schneider-Edenkoben (de) (1899–1986?)
72. Wilhelm von Scholz (de) (1874–1969)
73. Lothar Schreyer (1886–1966)
74. Gustav Schröer (de) (1876–1949)
75. Wilhelm Schussen (de) (1874–1956)
76. Ina Seidel (1885–1974)
77. Willy Seidel (1887–1934)
78. Heinrich Sohnrey (de) (1859–1948)
79. Dietrich Speckmann (de) (1872–1938)
80. Heinz Steguweit (1897–1964)
81. Lulu von Strauß und Torney (de) (1873–1956)
82. Eduard Stucken (de) (1865–1936)
83. Will Vesper (1882–1962)
84. Josef Magnus Wehner (en) (1891–1973)
85. Leo Weismantel (de) (1888–1964)
86. Bruno E. Werner (de) (1896–1964)
87. Heinrich Zerkaulen (de) (1892–1954)
88. Hans-Caspar von Zobeltitz (de) (1883–1940)